# Zlatá Idka
Zlatá Idka (allemand : Goldeidau) , est un village de Slovaquie situé dans la région de Košice.

## Histoire
La première mention écrite du village date de 1349.
Le village connu plus de 500 ans d'exploitation minière.
La localité fut annexée par la Hongrie après le premier arbitrage de Vienne le 2 novembre 1938. En 1938, on comptait 681 habitants. Elle faisait partie du district de Košice (hongrois : Kassai járás). Durant la période 1938 -1945, le nom hongrois Aranyida était d'usage. À la libération, la commune a été réintégrée dans la Tchécoslovaquie reconstituée.

## Démographie

### Évolution de la population
| Année:               | 1994. | 2004.   | 2014.    | 2024.   |
| -------------------- | ----- | ------- | -------- | ------- |
| Nombre de personnes: | 358   | 345     | 399      | 432     |
| Différence:          |       | -3,63 % | +15,65 % | +8,27 % |

| Année:               | 2023. | 2024.   |
| -------------------- | ----- | ------- |
| Nombre de personnes: | 412   | 432     |
| Différence:          |       | +4,85 % |